# 香港2012年8月
- 8月3日：銅鑼灣京士頓街命案。

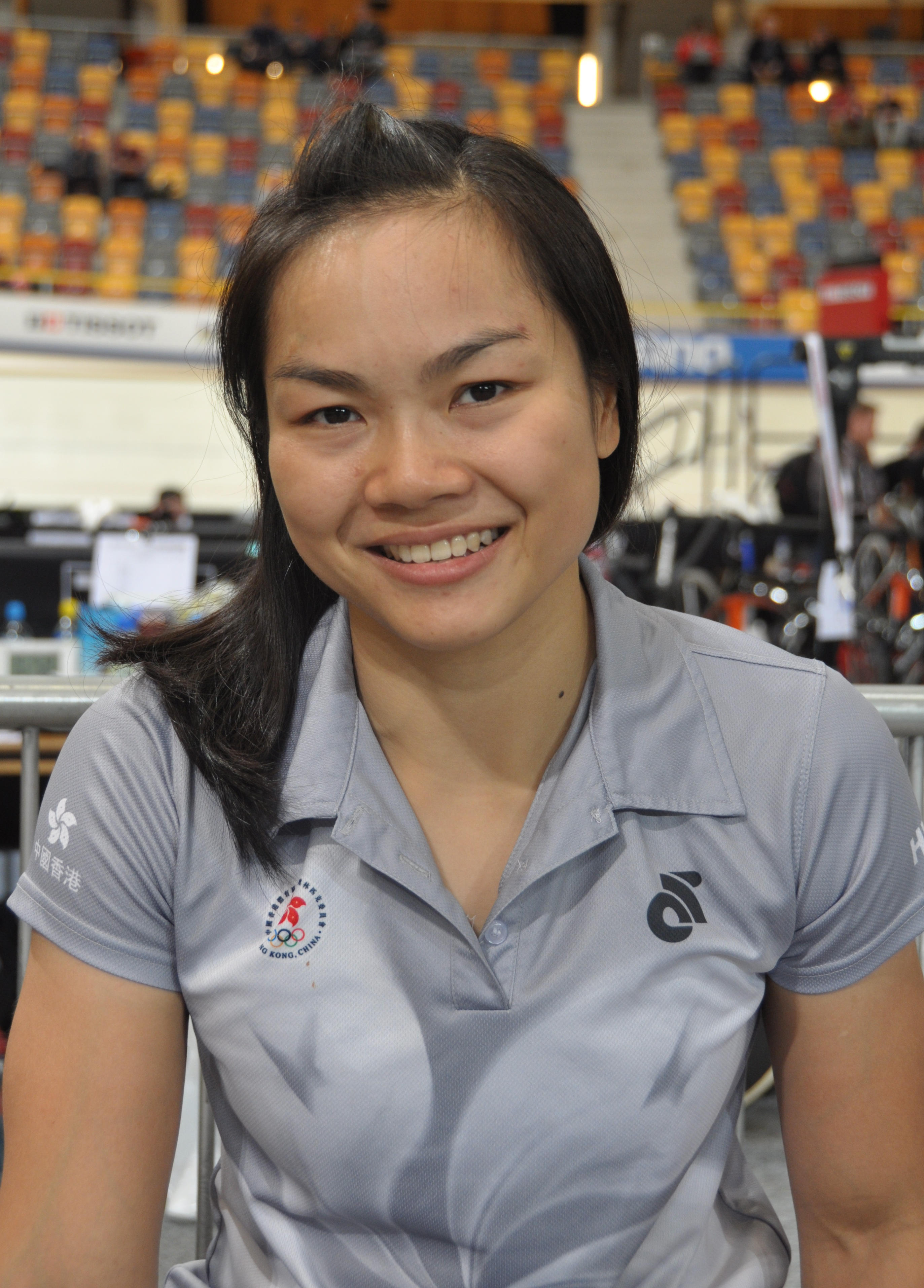
香港單車選手李慧詩表現出色，於2012年倫敦奧運擇下銅牌，成為香港歷來第3面奧運獎牌

- 8月4日倫敦時間晚上：李慧詩出戰倫敦奧運單車場地凱林賽，為香港奪得一面銅牌。[1]
- 8月5日：
  - 中環大會堂命案。
  - 長者及合資格殘疾人士公共交通票價優惠計劃第二階段實施，涵蓋九龍巴士、新世界第一巴士、城巴及龍運巴士共4間專營巴士公司，以及原有的港鐵服務。
- 8月8日：
  - 將軍澳發生少年浮屍案，一名就讀威靈頓教育機構張沛松紀念中學的15歲男生因出言譏諷同班16歲女生，被該同學誘騙至區內一海濱長廊，隨後被三名童黨當場毆斃，並連同另一人將之棄屍將軍澳海面。[2]兩年後，五名兇手分別被判謀殺及誤殺罪成，判處終身監禁[3]。
  - 香港獨立媒體辦公室遭人闖入並惡意破壞。[4]
- 8月11日：長沙灣李鄭屋邨忠孝樓掟嬰案。
- 8月15日：
  - 香港保釣行動委員會成員成功登上中日爭議島嶼釣魚台，其後船上14人全被島上日本警方拘留。事件觸發中國各地的反日浪潮和中日兩國新一輪外交風波，香港各團體亦到中環交易廣場的日本駐港總領事館抗議。
  - 媒體報導，清拆中的菜園村仍有一雙目失明婆婆獨居。[5]
- 8月16日：颱風啟德掠過香港南面海域，香港天文台發出八號烈風或暴風信號。
- 8月18日：九龍醫院精神分裂漢殺院友案。
- 8月24日至26日︰倫敦奧運中國國家隊金牌選手一連三日訪問香港，他們進行多項示範表演和友誼賽，又與學生分享心得，週六在香港大球場舉行了大匯演。[6]
- 8月26日︰荃灣一輛行走東涌至荃灣的E31線龍運巴士在大河道與沙咀道交界衝上行人路，撞向荃新天地商場，2男3女受傷。[7][8]
- 8月26日：無綫電視舉辦的香港小姐競選，未能按照宣傳以全港「一人一票」方式選出冠軍，引起社會熱議。[9]
- 8月28日：深圳政府單方面宣佈放寬到港自由行，非深圳戶籍居民可在9月起以「一簽多行」方式來港旅遊，引發香港各界強烈反響。[10]
- 8月30日︰學民思潮3名學生代表當天起於添馬艦政府總部外絕食，要求政府撤回德育及國民教育科。
- 8月30日：行政長官梁振英宣佈十項穩定樓市措施。[11]